# Asindulum nigrum
Asindulum nigrum är en tvåvingeart som beskrevs av Pierre André Latreille 1805. Asindulum nigrum ingår i släktet Asindulum och familjen platthornsmyggor. Enligt den svenska rödlistan är arten sårbar i Sverige. Arten förekommer i Götaland och Svealand. Arten har tidigare förekommit på Gotland och Nedre Norrland men är numera lokalt utdöd. Artens livsmiljö är våtmarker, skogslandskap, jordbrukslandskap. Inga underarter finns listade i Catalogue of Life.